# Administrator spletnih strani
Administrator spletnih strani (angleško webmaster)  vzdržuje, razvija ali skrbi za spletne strani. Glavna naloga administratorja je dodajanje novih vsebin in sprotno odkrivanje napak. Poleg tega občasno spreminjajo strukturo in obliko. Pri preprostih spletiščih administrator sam poskrbi tudi za obliko in vsebino prispevkov, medtem ko je pri večjih spletiščih le koordinator aktivnosti drugih sodelavcev ali pa si naloge razdeli z drugimi administratorji in moderatorji.